# Baritius nigridorsipeltatus
Baritius nigridorsipeltatus är en fjärilsart som beskrevs av Embrik Strand 1921. Baritius nigridorsipeltatus ingår i släktet Baritius och familjen björnspinnare. Inga underarter finns listade i Catalogue of Life.